# Чаплыгин, Виктор Валентинович
Ви́ктор Валенти́нович Чаплы́гин (16 августа 1961, Караганда) — советский и российский барабанщик и перкуссионист-импровизатор, автор песен. Основатель и до 2020 года участник группы «Калинов мост».

## Биография
Музыкальная деятельность началась в средней школе № 97 г. Караганды в 1975 году.
С 1979 по 1984 года — лаборант и учебный мастер в лабораториях Новосибирского Электротехнического института и обучался там же на вечернем отделении Радиотехнического факультета.
Попробовал себя в нескольких профессиях, но ни в одной из них не смог задержаться надолго. С 1984 по 1986 года работал в Новосибирском радиотрансляционном узле (ГРТУ) по озвучиванию всевозможных мероприятий в городе и его окрестностях. Там же находилась первая репетиционная база группы «Калинов мост» и впоследствии был записан её дебютный магнитоальбом «Калинов Мост» (1986).
Музыкальные инструменты осваивал самостоятельно. Играет на барабанах, перкуссии, губной гармонике и хомузе, также владеет игрой на гитаре. Как музыкант начинал в проектах «Ломбард», «Амба», «Повидло». В мае 1985 года вошёл в состав собранной Дмитрием Ревякиным группы «Равноденствие», переименованной в ноябре 1986 года в «Калинов мост». Участвовал в записи всех альбомов «Калинова моста», кроме альбома «Пояс Ульчи». Автор и соавтор музыки и текстов ряда песен.
Периодически принимал участие в проекте «Cosmotouristo», созданный совместно с Евгением Каргаполовым.
24 августа 2020 года покинул группу «Калинов мост».
В настоящее время занимается обучением игре на барабанах, консультациями начинающих коллективов в плане аранжировок и звукозаписи.